# Nereis ovarius
Nereis ovarius är en ringmaskart som beskrevs av Read 1980. Nereis ovarius ingår i släktet Nereis och familjen Nereididae.
Artens utbredningsområde är havet kring Nya Zeeland. Inga underarter finns listade i Catalogue of Life.